# Municipio de Liberty (condado de Mercer, Pensilvania)
El municipio de Liberty  (en inglés: Liberty Township) es un municipio ubicado en el condado de Mercer en el estado estadounidense de Pensilvania. En el año 2000 tenía una población de 1.276 habitantes y una densidad poblacional de 34.0 personas por km².

## Geografía
El municipio de Liberty se encuentra ubicado en las coordenadas 41°08′00″N 80°07′35″O / 41.13333, -80.12639.

## Demografía
Según la Oficina del Censo en 2000 los ingresos medios por hogar en la localidad eran de $43,355 y los ingresos medios por familia eran $48,250. Los hombres tenían unos ingresos medios de $33,654 frente a los $20,714 para las mujeres. La renta per cápita para la localidad era de $20,861. Alrededor del 6,1% de la población estaban por debajo del umbral de pobreza.